# Vranovice (Vranovice-Kelčice)
Vranovice je západní část obce Vranovice-Kelčice v okrese Prostějov. Prochází zde dálnice D46. V roce 2009 zde bylo evidováno 121 adres. V roce 2001 zde trvale žilo 289 obyvatel.
Vranovice je také název katastrálního území o rozloze 4,12 km2.

## Historie
První písemná zmínka o obci pochází z roku 1278.

## Obyvatelstvo

### Struktura
Vývoj počtu obyvatel za celou obec i za jeho jednotlivé části uvádí tabulka níže, ve které se zobrazuje i příslušnost jednotlivých částí k obci či následné odtržení.
| Místní části   | Místní části   | 1869 | 1880 | 1890 | 1900 | 1910 | 1921 | 1930 | 1950 | 1961 | 1970 | 1980 | 1991 | 2001 | 2011 |
| -------------- | -------------- | ---- | ---- | ---- | ---- | ---- | ---- | ---- | ---- | ---- | ---- | ---- | ---- | ---- | ---- |
| Počet obyvatel | část Vranovice | 378  | 433  | 411  | 387  | 401  | 403  | 384  | 336  | 331  | 322  | 263  | 254  | 289  | 299  |
| Počet domů     | část Vranovice | 78   | 90   | 91   | 90   | 91   | 89   | 100  | 102  | 100  | 101  | 83   | 101  | 99   | 106  |

## Pamětihodnosti
- Kostel sv. Kunhuty